# 6828 Elbsteel
A 6828 Elbsteel (ideiglenes jelöléssel 1990 VC1) a Naprendszer kisbolygóövében található aszteroida. D. I. Steel fedezte fel 1990. november 12-én.